# Nemestrinus rufipes
Nemestrinus rufipes är en tvåvingeart som först beskrevs av Olivier 1810.  Nemestrinus rufipes ingår i släktet Nemestrinus och familjen Nemestrinidae. Inga underarter finns listade i Catalogue of Life.